# Каппа Гидры
Каппа Гидры (лат. κ Hydrae), 38 Гидры (лат. 38 Hydrae), HD 83754 — двойная звезда в созвездии Гидры на расстоянии приблизительно 367 световых лет (около 113 парсек) от Солнца. Видимая звёздная величина звезды — +5,05m. Возраст звезды определён как около 30,7 млн лет.

## Характеристики
Первый компонент — бело-голубая звезда спектрального класса B3-5IV-V, или B3, или B4IV-V. Масса — около 3,999 солнечной, радиус — около 3,05 солнечного, светимость — около 328,03 солнечной. Эффективная температура — около 15472 K.
Второй компонент — красный карлик спектрального класса M. Масса — около 172,93 юпитерианской (0,1651 солнечной). Удалён в среднем на 2,374 а.е..